# チシマギキョウ
チシマギキョウ（千島桔梗）はキキョウ科ホタルブクロ属に属す多年草である。
生息地は、アジア北東部及び北アメリカである。具体的には、ロシア連邦のカムチャツカ半島、千島列島及び樺太島に、日本の北海道、本州中部地方以北の高山帯の岩場や砂礫地、アメリカ合衆国のアラスカ州に分布することが確認されている。花期は7～8月。花の色は青紫色、大きさは4cmほどで縁に白い毛が生えている。
よく似た種にイワギキョウがある。本種と異なり花弁に毛が生えていない点、萼片が三角形をしている点などから区別できる。

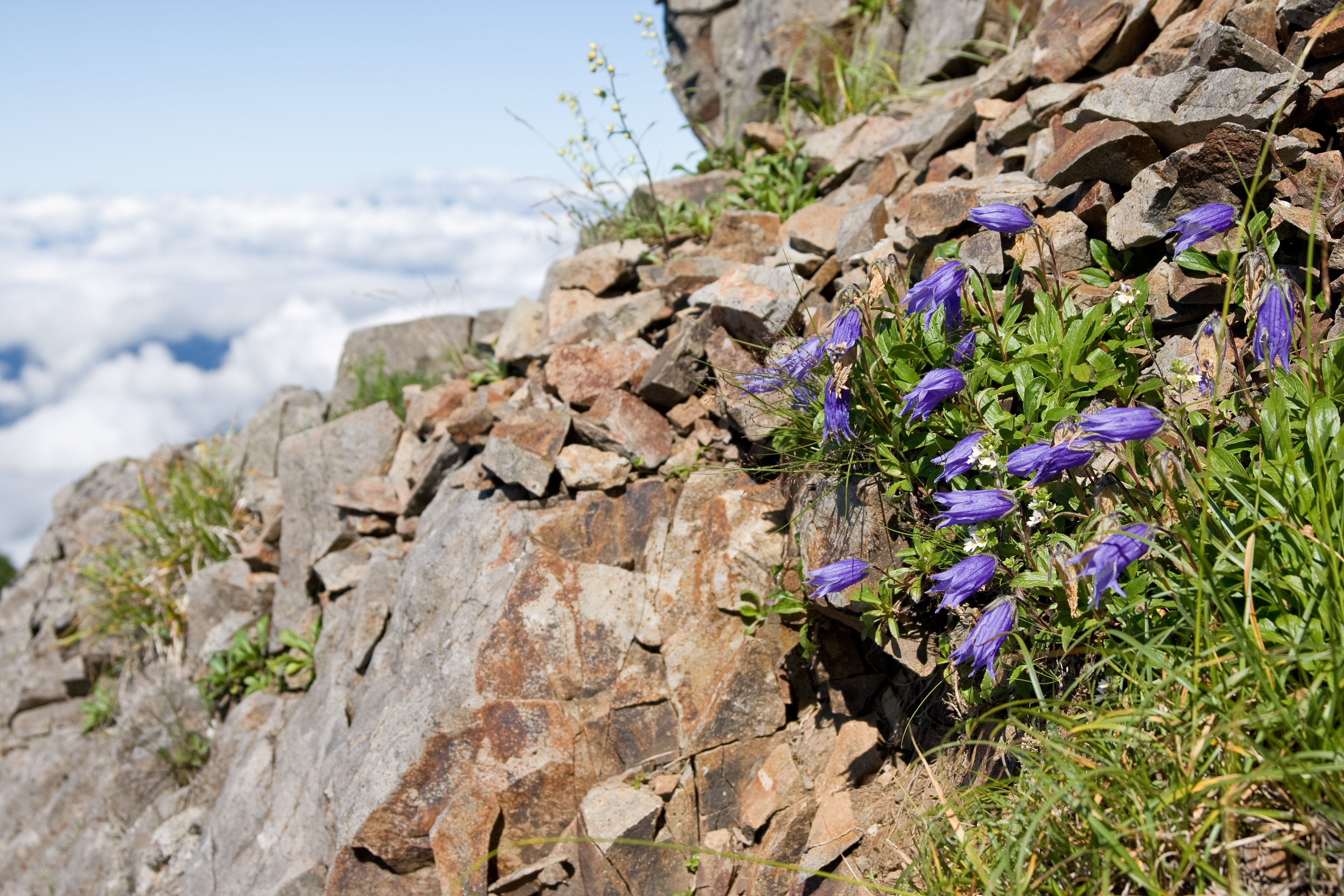
八ヶ岳の岩稜地帯に咲くチシマギキョウ
（2010年8月・権現岳）

| チシマギキョウの花 |  | イワギキョウの花 |
| チシマギキョウの花 |  | イワギキョウの花 |

## 樺太庁における保護政策
チシマギキョウが生息する南樺太は、ポーツマス条約が発効された1905年から、日本国との平和条約が発効された1952年までの間、一時期を除き、日本の領土の一部として日本の施政下に置かれていた。1929年には、樺太庁長官により、海馬島、鈴谷岳、落帆岳、野田寒岳、突岨山、古丹山、鵜城山、伊皿山、知取石山、知取岳、樫保山及び敷香岳の官有地に自生するチシマギキョウの採取が禁止され、1931年には、同地域に自生するチシマギキョウは天然紀念物として保護されることとなった。1933年には、海馬島を除く地域は、植物帯として面的な保護が施されることとなった。1945年に、ソビエト連邦が南樺太に侵攻し、占領したことで、樺太庁における保護政策は実質的に終了した。